# 丁森
丁森是德国下萨克森州的一个市镇。总面积10.85平方公里，总人口1174人，其中男性590人，女性584人（2011年12月31日），人口密度108人/平方公里。